# Jennie Kim
Jennie Kim MBE (koreanska: 김제니), även känd som Jennie, född 16 januari 1996 i Seoul, är en sydkoreansk rappare, sångare och låtskrivare. Hon debuterade som en del av gruppen Blackpink år 2016 under YG Entertainment. Hon gjorde sin solodebut i november 2018 med låten "Solo". Musikvideon till "Solo" är den mest visade av en kvinnlig k-pop-artist på Youtube, med över 780 miljoner visningar.

## Karriär

### 1996–2015: Före Blackpinks debut
Jennie föddes i Seoul, Sydkorea, men flyttade till Auckland, Nya Zeeland vid tio års ålder. Där studerade hon på Waikowhai Intermediate School, medan hon bodde hos en värdfamilj. Vid femton års ålder var det planerat att Jennie skulle flytta till Florida, USA, men det blev ändrat. När hon packade till flytten kände hon att hon hellre skulle vilja bli sångerska. Hon flyttade därmed till Sydkorea och gick med i skivbolaget YG Entertaiment. 
I september 2012 var hon huvudskådespelaren i musikvideon för G-Dragons låt "That XX". I januari 2013 medverkade hon i låten "Special" av Lee Hi, på hennes första album "First Love". I augusti samma år medverkade hon på Seungris låt "GG Be", från hans EP "Let's Talk About Love". I september jobbade hon med G-Dragon igen. Denna gång medverkade hon på hans låt "Black", från hans andra album "Coup d'Etat". Den låten fick hon även uppträda med tillsammans med G-Dragon i programmet "Inkigayo".

### 2016-nutid: Karriär med Blackpink
I augusti 2016 debuterade Jennie i gruppen Blackpink med Jisoo, Rosé och Lisa. Under sin karriär har de utgivit två album och två EPs. De har även utgivit singlar tillsammans med Dua Lipa, Lady Gaga, Selena Gomez och Cardi B.
Jennie gjorde sin solodebut i november 2018 med låten "Solo". Musikvideon till "Solo" är den mest visade av en kvinnlig k-pop-artist på Youtube, med över 780 miljoner visningar.
I april 2019 blev Jennie den första koreanska soloartisten att uppträda på Coachella. Hennes uppträdande var listat under "Topp 10 saker vi såg på Coachella 2019" av Billboard. År 2020, när Blackpink släppte sitt första album, var hon med och skrev albumets huvudsingel "Lovesick Girls".
År 2022 tillkännagavs det att Jennie skulle göra sin skådespelardebut i tv-serien ”The Idol” skapad av Abel "The Weeknd" Tesfaye, Reza Fahim och Sam Levinson för HBO. 